# Flors de Bach
La teràpia amb Flors de Bach és un conjunt de remeis de medicina complementaria desenvolupada als anys 1930 pel metge britànic Edward Bach (1886-1936).
La hipòtesi bàsica de Bach és que qualsevol malaltia corporal radica en un desequilibri mental. La seva teoria dualista preconitza un conflicte entre l'ànima immortal i la personalitat, la cura del qual necessita un indispensable reequilibri entre l'esperit i l'ànima per tornar a l'harmonia. Inicialment, Bach va descriure dinou estats de desequilibri de l'ànima que més tard va eixamplar a 38. Va associar als sengles estats de desequilibri una flor o una part d'una planta, que va marinar al sol o bullir amb aigua, perquè transmetin les seves «vibracions» a l'aigua. Amb una dissolució extrema d'aquestes essències florals, comparable als mètodes de l'homeopatia, pretenia curar totes les malalties.

## Avaluació
Estudis clínics amb proves controlades aleatòries van provar que les flors de Bach no són un tractament eficaç més enllà de l'efecte placebo. Pels efectes d'autosuggestió i de placebo pot ajudar en problemes menors sense risc; tot i això, té un perill per a persones amb dependència d'alcohol. Com que la teràpia sovint és aplicada per remeiers i sanadors sense gaire formació mèdica, pot crear complicacions greus en malalties serioses quan el pacient deixa els medicaments habituals i només es fia en les tintures de Bach. Els seus seguidors en basen la suposada efectivitat en la memòria de l'aigua. La teoria i els remeis van caure en oblit poc després de la mort de l'autor el 1936. El moviment de la medicina alternativa va tornar a fer-les populars des dels anys 1970-1980. El seu gran vessant esotèric va seduir els adeptes del moviment New Age dels anys 1990.
A més de l'absència d'estudis clínics objectius amb experiments a cegues ben controlats —els creients es fien en testimoniatges individuals—, hi ha moltes hipòtesis de Bach que són científicament qüestionables. Per què hi ha 38 estats mentals patològics, i per què, troben sengles remeis amb plantes que per casualitat creixen quasi tots a l'entorn de la casa de Bach? Qüestionat com va associar les 37 plantes —i l'aigua de font— amb els 38 estats d'ànim que cura, va invocar la seva intuïció. No hi ha cap argument científic per a la tria de les plantes ni per al mètode ritual de decocció. Aplica, com d'altres (Paracels, Samuel Hahnemann…), la doctrina de les signatures i el principi de la similitud (similia similibus curantur), que pretén que la forma i els colors d'una planta determinen les seves virtuts curatives. A més, la teoria de Bach té un aspecte culpabilitzant major: l'home seria responsable per la seva malaltia per causa del desequilibri del seu estat mental, com en la teologia cristiana medieval, el cos només seria el mirall de l'ànima. També és una teoria definitivament tancada: el nombre de 38 «desequilibris» i els sengles remeis descoberts per Bach és finit, no queda obert a noves descobertes o a una evolució de la ciència. Una de les diferències més grans entre la ciència i la pseudociència és que en ciència les veritats són sempre provisionals i inacabades. En la recerca científica, cada dia es descarten idees i teories anteriors quan noves dades s'hi afegeixen. Bach, ans al contrari, empra un argot mèdic amb semblança científic, però al mateix temps ensenya l'ús dels seus elixirs com una teoria tancada, un do de Déu, una mena de revelació.

## Recepta i usos
Per a la seva fabricació, cal collir les flors o les parts de plantes sense tocar-les amb les mans i abans de les nou del matí d'un dia assollellat. Després se les ha de «potenciar» segons un ritual precís. Les flors han de cobrir la superfície d'un recipient de vidre omplert d'aigua d'una font local, i ha d'estar exposat al sol durant un temps de tres a quatre hores i evitar que hi caigui ombra. Essències llenyoses o plantes que floreixen en temporades amb poc de sol —molt freqüents a Anglaterra— s'han de bullir durant una mitja hora a 100 °C. Amb ambdós mètodes s'ha de remenar preferentment amb un bastó de la mateixa essència. Així la planta passaria les seves «vibracions curatives» i la seva «energia» a l'aigua. Aquesta «aigua de flors», aleshores, és diluïda amb la mateixa quantitat de brandi o de conyac per fer la «tintura mare». Aquesta tintura mare, al seu torn, s'ha de diluir en una proporció de 1/240, mètode que permet almenys de fer-ne 2400 litres de remei. En l'actualitat, n'hi ha prou amb dues gotes diluïdes en 30 mil·lilitres de brandi, una operació senzilla efectuada per una empresa fabricant de Londres. Dilucions més fortes no alteren la capacitat terapèutica. Per millorar la conservació, és preferible conservar les tintures mare en botes de roure, una de les essències presumptament curatives. Aquests elixirs amb alt grau d'alcohol (entre el 30 i el 50%) es venen en flascons de 30 mil·lilitres i generalment se’n prenen unes gotes diluïdes en una gran quantitat de líquid. No contenen cap principi actiu, excepte l'alcohol, que no és pas un medicament.
Segons el seu inventor, els elixirs de Flors de Bach s'usen per tractar set tipus d'estats negatius: la por, la incertesa, l'evasió del present, la solitud, la hipersensibilitat, la tristesa o desesperació i la preocupació excessiva per als altres. Al costat del tractament bàsic, Bach també va crear el remei d'urgència (rescue remedy, conegut com a RR), una barreja de cinc essències per a emergències.
Les plantes usades i els estats de malestar que Bach pretenia que ajudessin a combatre són els següents:
| Elixir de                 | Terminologia de Bach | Nom binomial               | Amb efecte presumit contra                         |
| ------------------------- | -------------------- | -------------------------- | -------------------------------------------------- |
| Agrimonia                 | Agrimony             | Agrimonia eupatoria        | pensaments negatius ocults sota una cara d'alegria |
| Àlber                     | Aspen                |                            | por d'origen desconegut                            |
| Gatosa europea            | Gorse                | Ulex europaeus             | desesperació                                       |
| Avena salvatge            | Wild oat             | Avena fatua                | incertesa                                          |
| Berbena                   | Vervain              | Verbena officinalis        | inestabilitat emocional                            |
| Carpí                     | Hornbeam             | Carpinus betulus           | mandra vital                                       |
| Castanyer bord            | White Chestnut       | Aesculus hippocastanum     | pensaments no desitjats                            |
| Gemma de castanyer bord   | Chestnut Bud         |                            | incapacitat d'aprendre dels propis errors          |
| Castanyer d'Índia vermell | Red Chestnut         | Aesculus pavia             | patiment excessiu pels éssers estimats             |
| Centauri                  | Centaury             | Centaurium umbellatum      | incapacitat per dir no                             |
| Malvesc de Willmott       | Cerato               | Ceratostigma willmottianum | falta de confiança en les seves pròpies decisions  |
| Bruc                      | Heather              | Erica                      | egocentrisme i preocupació amb si mateix           |
| Esclerant                 | Scleranthus          | Scleranthus annuus         | incapacitat de prendre decisions                   |
| Esteba rosada             | Rock Rose            | Helianthemum nummularium   | terror i por extrema                               |
| Faig                      | Beech                | Fagus sylvatica            | intolerància                                       |
| Genciana                  | Gentian              | Gentianella amarella       | desànim després d'un fracàs                        |
| Grèvol                    | Holly                | Ilex aquifolium            | odi, gelosia i enveja                              |
| Violeta d'aigua           | Water violet         | Hottonia palustris         | persones reservades, solitàries                    |
| Impatiens                 | Impatients           | Impatiens glandulifera     | impaciència                                        |
| Làrix europeu             | Larch                | Larix decidua              | falta de confiança                                 |
| Mímulus                   | Mimulus              | Mimulus guttatus           | pors de coses conegudes                            |
| Mostassa borda            | Mustard              | Sinapis arvensis           | malenconia profunda sense raó                      |
| Noguer comú               | Walnut               | Juglans regia              | prevenció de canvis negatius                       |
| Olivera                   | Olive                | Olea europaea              | cansament excessiu                                 |
| Om anglès                 | Elm                  | Ulmus procera              | sensació de tenir massa responsabilitats           |
| Ornitògal                 | Star of Betlehem     | Ornithogalum umbellatum    | reacció d'estrès aguda                             |
| Pi                        | Pine                 | Pinus                      | culpabilitat                                       |
| Pomer selvatge            | Crab Apple           | Malus sylvestris           | la flor netejant, també contra l'autoodi           |
| Prunera vermella          | Cherry Plum          | Prunus cerasifera          | por de perdre la raó                               |
| Aigua de Font             | Rock Water           |                            | rigiditat, abnegació, repressió                    |
| Rosa selvatge             | Wild Rose            | Rosa corymbifera           | apatia                                             |
| Roure                     | Oak                  | Quercus robur              | incapacitat per descansar                          |
| Salze                     | Willow               |                            | autocompassió i ressentiment                       |
| Vidalba                   | Clematis             | Clematis vitalba           | incapacitat per preparar el futur en el present    |
| Vinya                     | Vine                 | Vitis vinifera             | desig de dominar, inflexibilitat                   |
| Xicoira                   | Chicory              | Cichorium intybus          | gelosia i amor possessiu                           |
| Xuclamel                  | Honeysuckle          | Lonicera caprifolium       | viure en el passat                                 |